# 帕尔基诺
帕尔基诺（羅馬化：Palkino）是俄罗斯普斯科夫州的市级镇、帕尔基诺区行政中心及规模最大聚居地，也是该区唯一一座市级镇。地处普斯科夫州西部，位于州府普斯科夫西南方。镇西侧临斯莫林斯科耶湖，韦利卡亚河一条小支流斯莫林卡河（Смолинка）从该湖流出并流经该镇。距离较近的火车站有东北方的切尔斯卡亚站。
该地2022年人口有2,362人；2010年人口2,924；2002年人口3,201；1989年人口3,353。